# Александријска патријаршија
Александријска патријаршија (грч. Πατριαρχεῖον Ἀλεξανδρείας καὶ πάσης Ἀφρικῆς — Патријаршија александријска и све Африке) јесте помјесна и аутокефална црква. Налази се на другом мјесту у диптиху.

## Историја
Александријску цркву је основао Свети апостол и јеванђелист Марко (43).
Од 451. Александријска црква има достојанство патријаршије и била је трећа по части послије Римске и Цариградске патријаршије. Међутим, током друге половине 5. вијека Александријска црква је била ослабљена услед унутрашњих сукоба који су настали услед ширења монофизитске јереси, што је временом довело до раскола и стварања потпуно одвојене Коптске оријентално-православне цркве. Средином 7. вијека уследиле су нове невоље након арапског освајања Египта, а касније је на том простору завладало Османско царство. Донедавно, Александријска црква се налазила под јаком црквеном зависношћу од Цариградске патријаршије.
Александријска црква је дала православном свијету велике учитеље и борце за православље — светитеља Атанасија Великог (+373) и Кирила Александријског (+444). Из те Цркве су потекли знаменити теолози — презвитер Климент Александријски и његов насљедник Ориген, који су били оснивачи научног богословља и који су положили темељ поцрквењавању грчке језичке културе и филозофије. Александријска црква је колијевка монаштва. На њеном тлу су пребивали: оснивач источног монаштва Антоније Велики (+356), први устројитељ општежитељног монаштва Преподобни Пахомије Велики (+348), знамените египатске аве Пајсије Велики (+400), Пимен Велики (+450) и други.
Најлепши украс Александријске цркве јесте изворно монаштво. Већ од средине III века, у Египту постоји организовани монашки живот. Међу најстарије подвижнике египатских пустиња спадају Павле Тивејски и Антоније Велики (356), затим Пахомије Велики (346). Овде су се јавила оба вида монаштва, отшелништво (анахорети) и општежиће (киновија). Процветале су монашким насеобинама следеће пустиње: Скит, Тиваида, Нитрија и др. Одавде се монаштво ширило у Свету земљу, Синај, Малу Азију и на Запад.

## Организација
Канонска територија Александријске цркве обухвата државе у сјеверној, централној и јужној Африци. Организована је у 21 архиепископију и 5 епископија, које обухватају преко 300.000 вјерника. Укупно има око 150 храмова и молитвених домова и 6 манастира.
У самом Египту, највећи део њених верника чине египатски (александријски) Грци, мањи део чине египатски Арапи, а веома мали део чине Копти.
Аксумска епархија Александријске патријаршије, са управним седиштем у Адис Абеби, покрива територију Етиопије, Еритреје, Сомалије и Џибутија.
У Јужноафричкој Републици мисионарски рад предводи Српска православна црква.
Титула александријског поглавара гласи: „Најблаженији, најбожанственији и свети отац и пастироначелник, папа и патријарх великог града Александрије, Либије, Пентапоља, Етиопије, свег Египта и све Африке, отац отаца, пастир пастира, архијереј архијереја, тринаести апостол, судија васељене.“ Избор Теодора II за предстојатеља Александријске православне цркве је одржан 9. октобра 2004, а устоличење је извршено 24. октобра исте године.